# Nocarodes variegatus
Nocarodes variegatus is een rechtvleugelig insect uit de familie Pamphagidae. De wetenschappelijke naam van deze soort is voor het eerst geldig gepubliceerd in 1846 door Fischer von Waldheim.